# فانيسا كالادزينسكايا
فانيسا فاليريفنا كالادزينسكايا (البيلاروسية: Ванеса Валериевна Каладзинская ؛ من مواليد 27 ديسمبر 1992 ، في بابرويسك) هي لاعبة مصارعة حرة بيلاروسية . شاركت في مسابقة حرة 48 كعم في دورة الألعاب الأولمبية الصيفية 2012 ؛ بعد هزيمة زولديز إيشيموفا في 1/8 نهائيات ، تم إقصائها من قبل كارول هوينه في الدور ربع النهائي.
في مارس 2021 تأهلت في بطولة التصفيات الأوروبية للمنافسة في دورة الألعاب الأولمبية الصيفية 2020 في طوكيو، اليابان. فازت بإحدى الميداليات البرونزية في حدث 53 كجم سيدات في دورة الألعاب الأولمبية الصيفية 2020 التي أقيمت في طوكيو باليابان.